# حمى الصعب
حمى الصعب هي إحدى القرى اللبنانية من قرى قضاء راشيا في محافظة البقاع.
وقد تكون التسمية نسبة إلى آل صعب الذين حكموا أقساما من جبل عامل لفترات طويلة. أو أن تكون التسمية نسبة لصعوبة الأرض ووعورتها.